# Тархово (Белинский район)
Тархово — село в Белинском районе Пензенской области России. Входит в состав Камынинского сельсовета.

## География
Расположено в 1,5 км к юго-востоку от села Камынино, на левом берегу реки Большой Чембар.

## Население
| 1747 | 1864  | 1877  | 1897  | 1911  | 1926  | 1930  |
| ---- | ----- | ----- | ----- | ----- | ----- | ----- |
| 826  | ↗1256 | ↗1558 | ↘1323 | ↗1511 | ↗1849 | ↗2114 |
| 1951 | 1959  | 1979  | 1989  | 1996  | 2002  | 2010  |
| ↘607 | ↗660  | ↗740  | ↘624  | ↘578  | ↘552  | ↘463  |

## История
Основано в 1702 году верхнеломовцами Григорием Волчковым и другими служилыми людьми. В 1777 году построена деревянная Рождественская церковь. Волостной центр Чембарского уезда, после революции 1917 года центр сельсовета. Центральная усадьба колхоза имени Калинина. Решением Пензенского облисполкома от 17 сентября 1975 года в черту села включена деревня Румяновка.